# Katarzyna Gintowt
Katarzyna Gintowt (ur. 18 grudnia 1955 roku w Warszawie) – polska malarka i graficzka, interesuje się grafiką książkową, szczególne ilustrowaniem książek skierowanych do dzieci. Oprócz działalności malarskiej zajmuje się także projektowaniem biżuterii, książek oraz czasopism.
Artystka posiada własnego bloga, na którym od listopada 2010 roku do marca 2017 roku przedstawiała galerię ilustracji. Zazwyczaj ukazywały krótką historię, która zwracała uwagę na określony temat. Obecnie artystka umieszcza na blogu autorskie obrazy, rysunki oraz zdjęcia własnoręcznie wykonanej biżuterii.
Dla malarki sztuka to nie tylko forma rozwoju, ale także pewien rodzaj terapii. Twierdzi, że gdy tworzy, jest skoncentrowana tylko na obrazach i wrażeniach, które ma w głowie. Obrazy nasyca tym, co doświadczyła, krajobrazem, porą roku, pogodą i nastrojem, doświadczenia przetwarza i przelewa na płótno. Gdy tworzy, musi mieć na to ochotę. Na obrazach tworzy świat, który wychodzi od niej i taki, w którym czuje się bezpiecznie, a nie taki odzwierciedlający to, co faktycznie jest wokół niej.

## Studia
Malarka jest absolwentką Akademii Sztuk Pięknych w Warszawie na Wydziale Grafiki, malarstwa uczyła się w pracowni prof. Teresy Pągowskiej, a projektowania graficznego u prof. Macieja Urbańca. Jest także absolwentką Studium Scenografii, które ukończyła u prof. Józefa Szajny.

## Rodzina
Razem z reżyserem Filipem Bajonem, mają dwójkę dzieci, Kaspra Bajona i Ksawerego Bajona, którzy również zajmują się działalnością artystyczną.

## Wystawy
Prace artystki pojawiły się m.in. na wystawach:
- „Polska ilustracja dla dzieci, wystawa z okazji 40-lecia Polski Ludowej”, która trwała od 14 czerwca do 7 lipca 1985 roku[10].
- „V Suwalski Salon Sztuki”, która trwała od 30 czerwca do 30 września 2022 roku[11].

## Działalność ilustratorska
- Artystka w 1982 roku współtworzyła scenografię do polskiego filmu Pajęczyna, który premierę miał 23 czerwca 1993 roku[12][7].

Książki w których pojawiły się ilustracje artystki:
- Tadeusz Zimecki Dwoje w buszu[potrzebny przypis]
- Janina Wieczerska-Zabłocka Korzeniacy czyli Jesień wsamrazków[potrzebny przypis]
- Tadeusz Kubiak Co się przydarzyło krasnoludkom[potrzebny przypis]
- Maria Szabłowska, Jan Chojnacki, Antoni Piekut Elvis Presley. Wiecznie żywy![potrzebny przypis]
- Katarzyna Gintowt, Małgorzata Jańczak, Lidia Konieczna-Mazur Najpiękniejsze polskie życzenia[potrzebny przypis]
- Arczył Sułakauri Przygody Sałamury[potrzebny przypis]
- Katarzyna Gintowt, Jerzy Pomianowski Bądź partnerem na drodze[13]
- Hanna Januszewska Tut - tut[14]
- Julian Tuwim Pan Maluśkiewicz i wieloryb, Lokomotywa[14]
- Jan Brzechwa Wiersze[14]
- Jann Kott, Magda Romanska Letter from Jan Kott to Czeslaw Milosz[15]

Czasopisma w których pojawiły się ilustrację artystki:
- Joseph Conrad, Julia Szychowiak i in. Pismo. Magazyn opinii nr 9 /wrzesień 2018[13]
- Maciej Kucharski, Artur Domosławski i in. Pismo. Magazyn opinii nr 9 /wrzesień 2018[13]

Okładki polski wydań książek Jane Austen wydawanych przez wydawnictwo Prószyński Media w latach 1995-2003:
- Mansfield Park[16]
- Opactwo Northanger[16]
- Rozważna i romantyczna[16]
- Duma i uprzedzenie[16]